# 로버트 캐프런
로버트 캐프런(Robert Capron, 1998년 7월 19일 ~ )은 미국의 배우이다. 윔피키드 영화의 주연인 롤리 제퍼슨으로 윔피키드 1, 2, 3 등을 찍었고 2014 타잔에서 데렉 목소리를 연출하였다. 영 아티스트 어워드 아역 남우조연상, 영 아티스트 어워드 아역 앙상블 캐스팅상 등을 수상하였다.

## 출연 작품
- 더 폴카 킹 (2017)
- 더 웨이, 웨이 백 (2013)
- 타잔 3D (2013)
- 윔피키드 3 (2012)
- 프랑켄위니 (2012)
- 윔피 키드 2 (2011)
- 윔피 키드 (2010)
- 마법사의 제자 (2010)
- 하치 이야기 (2009)
- 신부들의 전쟁 (2009)